# Slovenský Grob
Slovenský Grob (Hongaars:Tótgurab) is een Slowaakse gemeente in de regio Bratislava, en maakt deel uit van het district Pezinok.
Slovenský Grob telt 2004 inwoners.